# Mon Amour (band)
Mon Amour is een Volendamse band uit het palingsoundgenre van oud-BZN-drummer Jack Veerman.

## Ontstaan
Na het uiteengaan van BZN in 2007 besloot Jack Veerman om een nieuwe band op te richten. Naast bandleider Jack Veerman op de drums bestaat Mon Amour uit Peter de Haan (zang), Linda Schilder (zang), Hans Keizer (toetsen), Nico Tol (gitaar), Daniël Metz (accordeon) en Jan Sombroek (basgitaar). De vorige zanger, Johan Keizer, moest echter vanwege zijn werkzaamheden bij een advocatenkantoor stoppen vanwege de tijd die het optreden vraagt.
Sombroek maakte vijftien jaar als toetsenist en gitarist deel uit van Next One. Ook maakte hij deel uit van Imagine, de begeleidingsband van The Blue Diamonds. Linda Schilder is een achternicht van oud-BZN-zangeres Anny Schilder. Linda Schilder bracht in 1998 een aantal singles uit met als producer oud-BZN-toetsenist Dick Plat, verder bracht zij een single uit als zangeres van de meidenband X-factor en deed zij mee aan Idols. Metz is als Amelander de enige niet-Volendammer.
De debuutsingle Let's Forgive and Forget is afkomstig van het album After all these years dat op 13 maart 2009 is verschenen. Waar Jack Veerman verantwoordelijk is voor de muziek, zijn de teksten afkomstig van oud-BZN-zanger Jan Keizer. De fans konden kiezen wat de tweede single van de band zou worden. De uiteindelijke keuze voor tweede single was My Senses On Fire welke in april 2009 verscheen.
Veerman nam voor nieuw materiaal contact op met oud-BZN-lid Dick Plat. Via Plat kwam Veerman in contact met Pasquinal Mol die als tekstschrijver de nummers voor zijn rekening nam. In oktober 2010 verscheen het album A matter of time. De single 'Take this chance' kwam binnen op nummer 82 in de Single Top 100.
Onder het zelf opgerichte label Decker Records verscheen vervolgens het album Sing me a song, dat binnenkwam op nummer 9 in de Album Top 100. Voor dit album hebben alle bandleden eigen nummers gecomponeerd en geschreven. Op 26 september 2014 verscheen het greatest hits-album Angel of the Deep en zond Omroep MAX een registratie uit van het concert in Zabrze, Polen van 13 oktober 2013.
In de theaterseizoenen 2014/2015 tot en met 2017/2018 trad de band op in het kader van 50 jaar Palingsound met de hoogtepunten van dit repertoire waarbij live synchroon en lipsinc de nummers gebracht worden. Sinds die tour heet Mon Amour officieel The Mon Amour Band. Op 4 september 2017 kwam de band met het persbericht dat Veerman wilde stoppen. De overige bandleden wilden niet verder zonder Veerman waarmee na theaterseizoen 2017/2018 The Mon Amour Band zal stoppen.

## Discografie

### Albums
| Album met eventuele hitnotering(en) in de Nederlandse Album Top 100 | Datum van verschijnen | Datum van binnenkomst | Hoogste positie | Aantal weken | Opmerkingen                           |
| ------------------------------------------------------------------- | --------------------- | --------------------- | --------------- | ------------ | ------------------------------------- |
| After all these years                                               | 11-03-2009            | 21-03-2009            | 17              | 7            |                                       |
| A matter of time                                                    | 19-10-2010            | 23-10-2010            | 38              | 5            |                                       |
| Sing me a song                                                      | 20-04-2012            | 28-04-2012            | 9               | 6            |                                       |
| Angel of the Deep                                                   | 26-09-2014            | 04-10-2014            | 41              | 1            | Best of album                         |
| 50 jaar Pallingsound                                                | 21-03-2017            | 25-03-2017            | 98              | 1            | Live dubbel CD ook op DVD verschenen. |

### Singles
| Single met eventuele hitnotering(en) in de Nederlandse Top 40 | Datum van verschijnen | Datum van binnenkomst | Hoogste positie | Aantal weken | Opmerkingen                 |
| ------------------------------------------------------------- | --------------------- | --------------------- | --------------- | ------------ | --------------------------- |
| Let's forgive and forget                                      | 06-02-2009            | -                     |                 |              | Nr. 36 in de Single Top 100 |
| My senses on fire                                             | 05-2009               | -                     |                 |              |                             |
| Fame and fortune                                              | 10-2009               | -                     |                 |              |                             |
| Take this chance                                              | 10-2010               | -                     |                 |              | Nr. 61 in de Single Top 100 |
| Music makes the world go round                                | 17-03-2011            | -                     |                 |              |                             |
| Sing me a song                                                | 17-02-2012            | -                     |                 |              |                             |
| El amor de mi vida                                            | 06-2012               | -                     |                 |              |                             |
| I'm nothing without you                                       | 21-01-2013            | -                     |                 |              |                             |
| La gomera                                                     | 06-05-2013            | -                     |                 |              |                             |
| Angel of the Deep                                             | 12-09-2014            | -                     |                 |              |                             |
| Gipsy Girl                                                    | 10-04-2015            | -                     |                 |              |                             |